# Ibarra, Ecuador
Ibarra är en provinshuvudstad i Ecuador.   Den ligger i provinsen Imbabura, i den norra delen av landet, 80 km nordost om huvudstaden Quito. Ibarra ligger 2 208 meter över havet och antalet invånare är 132 977.
Terrängen runt Ibarra är varierad. Runt Ibarra är det tätbefolkat, med 550 invånare per kvadratkilometer. Ibarra är det största samhället i trakten. Trakten runt Ibarra består i huvudsak av gräsmarker.